# Tbiliszi villamosvonal-hálózata
Tbiliszi villamosvonal-hálózata (grúz nyelven: თბილისის ტრამვაი) Grúzia Tbiliszi városa egykori villamosüzeme. Legnagyobb kiterjedése idején összesen 12 vonalból állt, a hálózat teljes hossza 105 km volt.
A vágányok 1524 mm-es nyomtávolságúak voltak, az áramellátás  felsővezetékről történt, a feszültség 600 V egyenáram.
A forgalom 1883. április 3-án indult el még lóvontatással, az utolsó villamos 2006. december 4-én közlekedett.
Tbiliszi tervezi, hogy újraindítja a város villamosközlekedését modernebb formában.